# 狭山市立入間中学校
狭山市立入間中学校（さやましりつ いるまちゅうがっこう）は、かつて埼玉県狭山市にあった公立中学校。

## 沿革
- 1947年4月　学制改革により旧入間村立の中学校として開校。
- 1997年4月　開校50周年。
- 2015年3月31日　閉校。学区は狭山市立入間野中学校、狭山市立山王中学校に分割統合された。

## 部活動
- 運動系
  - 野球部
  - ソフトテニス部（男女）
  - バスケットボール部（男女）
  - バレーボール部（女子）
  - 卓球部（男女）
  - 剣道部
- 文化系
  - 吹奏楽部
  - 美術部

## 通学区域
南小学校全てと入間小学校の一部区域

## 交通
最寄り駅は西武新宿線入曽駅。徒歩約5分。

## 閉校後
閉校後も学校の施設はそのまま残され、閉校前と同様に災害時の避難場所に指定されていたほか、選挙の際には投票所が開設された。地域行事の会場や映画・テレビ番組・CMのロケーション撮影などの利用にも供された。2016年には「ダウンタウンのガキの使いやあらへんで!!」の大晦日年越しSP「絶対に笑ってはいけない科学博士24時」（日本テレビ系）の特別訓練施設という設定で使用され、撮影が行われた。2018年、入曽公民館の旧校地への移転と防災公園が整備が決定し、同年10月から旧学校施設撤去と新施設建設工事開始。2020年4月1日、入曽公民館が移転、入曽地域交流センターとして新たに開所した。